# Heosemys
Heosemys – rodzaj żółwi z rodziny batagurowatych (Geoemydidae).

## Zasięg występowania
Rodzaj obejmuje gatunki występujące w Azji (Mjanma, Laos, Wietnam, Kambodża, Tajlandia, Malezja, Singapur, Filipiny, Brunei i Indonezja).

## Systematyka

### Etymologia
- Heosemys: gr. εως eōs lub ηως ēōs „wschodni, orientalny”; εμυς emus, εμυδος emudos „żółw wodny”[2].
- Hieremys: gr. ἱερος hieros „święty”[6]; εμυς emus, εμυδος emudos „żółw wodny”[7]. Gatunek typowy: Cyclemys annandalii Boulenger, 1903.

### Podział systematyczny
Do rodzaju należą następujące gatunki:
- Heosemys annandalii (Boulenger, 1903) – żółw świątynny[8][9]
- Heosemys depressa (Anderson, 1875) – cierniec płaski[10]
- Heosemys grandis (J.E. Gray, 1860)
- Heosemys spinosa (J.E. Gray, 1831) – żółw ciernisty